# Championnat du monde des clubs féminin de volley-ball 2014
Navigation
2013 2015
Le Championnat du monde des clubs de volley-ball féminin 2014 est la huitième édition du Championnat du monde des clubs de volley-ball féminin organisé par la Fédération internationale de volley-ball. Elle se déroule du 7 au 11 mai 2014 en Suisse pour la deuxième fois. Tous les matches sont joués à la salle « Saalsporthalle » à Zurich.

## Déroulement de la compétition
Le format du Championnat du monde des clubs, en vigueur à partir de 2009, prévoit la division de six équipes en deux groupes, A et B. 
Les deux premières équipes de chaque groupes se qualifient pour les demi-finales (le premier du groupe A rencontre le second du groupe B, et vice-versa). Les équipes classées troisième sont éliminées et sont incluses dans le classement final à la cinquième place.
Les gagnants des demi-finales se disputent la victoire finale, tandis que les perdants s'affrontent pour la troisième place.

## Participants
| Club              | Pays    | Confédération | Titre                          |
| ----------------- | ------- | ------------- | ------------------------------ |
| Sesi-SP           | Brésil  | CSV           | Champion d'Amérique du Sud     |
| Dinamo Kazan      | Russie  | CEV           | Champion d'Europe              |
| Hisamitsu Springs | Japon   | AVC           | Champion d'Asie                |
| Voléro Zurich     | Suisse  | CEV           | Wild card / hôte               |
| GS Pétroliers     | Algérie | CAVB          | Wild card / Champion d'Afrique |
| Molico Osasco     | Brésil  | CSV           | Wild card                      |

## Phase de groupes

### Composition des groupes
| Groupe A - Voléro Zurich - Sesi-SP - GS Pétroliers | Groupe B - Molico Osasco - Hisamitsu Springs - Dinamo Kazan |

### Résultats
| Groupe A |                               |       |       |       |       |       |       |
|          |                               |       |       |       |       |       |       |
| 07-05    | Voléro Zurich - Sesi-SP       | 3 - 2 | 25-12 | 25-18 | 16-25 | 15-25 | 15-10 |
| 08-05    | Voléro Zurich - GS Pétroliers | 3 - 0 | 25-15 | 26-24 | 25-13 | -     | –     |
| 09-05    | Sesi-SP - GS Pétroliers       | 3 - 0 | 25-18 | 25-12 | 25-16 | -     | –     |

| Groupe B |                                   |       |       |       |       |       |       |
|          |                                   |       |       |       |       |       |       |
| 07-05    | Molico Osasco - Hisamitsu Springs | 3 - 1 | 25-12 | 20-25 | 25-18 | 25-22 | -     |
| 08-05    | Dinamo Kazan - Hisamitsu Springs  | 3 - 1 | 22-25 | 25-22 | 25-22 | 25-18 | –     |
| 09-05    | Molico Osasco - Dinamo Kazan      | 2 - 3 | 11-25 | 19-25 | 25-20 | 25-23 | 14–16 |

### Classements
| # | Équipe        | Pts | J | G | Gt | Pt | P | Sp | Sc | Ratio | Pp  | Pc  | Ratio |
| 1 | Voléro Zurich | 5   | 2 | 1 | 1  | 0  | 0 | 6  | 2  | 3     | 172 | 142 | 1.211 |
| 2 | Sesi-SP       | 4   | 2 | 1 | 0  | 1  | 0 | 5  | 3  | 1.667 | 165 | 142 | 1.162 |
| 3 | GS Pétroliers | 0   | 2 | 0 | 0  | 0  | 2 | 0  | 6  | 0     | 98  | 151 | 0.649 |

| # | Équipe            | Pts | J | G | Gt | Pt | P | Sp | Sc | Ratio | Pp  | Pc  | Ratio |
| 1 | Dinamo Kazan      | 5   | 2 | 1 | 1  | 0  | 0 | 6  | 3  | 2     | 206 | 181 | 1.138 |
| 2 | Molico Osasco     | 4   | 2 | 1 | 0  | 1  | 0 | 5  | 4  | 1.25  | 189 | 186 | 1.016 |
| 3 | Hisamitsu Springs | 0   | 2 | 0 | 0  | 0  | 2 | 2  | 6  | 0.333 | 164 | 192 | 0.854 |

## Phase finale
|  | Demi-finales                                      | Demi-finales                                |                        |   | Finale                                | Finale                                |
|  | Demi-finales                                      | Demi-finales                                |                        |   | Finale                                | Finale                                |
|  |                                                   |                                             |                        |   |                                       |                                       |
|  | Zurich, 10-05-2014, 25-23 27-29 25-21 25-14       | Zurich, 10-05-2014, 25-23 27-29 25-21 25-14 |                        |   | Zurich, 11-05-2014, 25-11 25-16 27-25 | Zurich, 11-05-2014, 25-11 25-16 27-25 |
|  | Zurich, 10-05-2014, 25-23 27-29 25-21 25-14       | Zurich, 10-05-2014, 25-23 27-29 25-21 25-14 |                        |   | Zurich, 11-05-2014, 25-11 25-16 27-25 | Zurich, 11-05-2014, 25-11 25-16 27-25 |
|  | Dinamo Kazan                                      | 3                                           |                        |   | Zurich, 11-05-2014, 25-11 25-16 27-25 | Zurich, 11-05-2014, 25-11 25-16 27-25 |
|  | Dinamo Kazan                                      | 3                                           |                        |   | Zurich, 11-05-2014, 25-11 25-16 27-25 | Zurich, 11-05-2014, 25-11 25-16 27-25 |
|  | Sesi-SP                                           | 1                                           |                        |   | Zurich, 11-05-2014, 25-11 25-16 27-25 | Zurich, 11-05-2014, 25-11 25-16 27-25 |
|  | Sesi-SP                                           | 1                                           | Dinamo Kazan           | 3 |                                       |                                       |
|  | Zurich, 10-05-2014, 21-25 25-18 16-25 20-25       |                                             | Dinamo Kazan           | 3 |                                       |                                       |
|  |                                                   | Molico Osasco                               | 0                      |   |                                       |                                       |
|  | Voléro Zurich                                     | Molico Osasco                               | 0                      | 1 |                                       |                                       |
|  | Voléro Zurich                                     |                                             |                        | 1 |                                       |                                       |
|  | Molico Osasco                                     | 3                                           |                        |   |                                       |                                       |
|  | Molico Osasco                                     | 3                                           | Match pour la 3e place |   |                                       |                                       |
|  |                                                   |                                             |                        |   |                                       |                                       |
|  | Zurich, 11-05-2014, 25-18 20-25 25-21 23-25 15-13 |                                             |                        |   |                                       |                                       |
|  |                                                   |                                             |                        |   |                                       |                                       |
|  | Sesi-SP                                           | 3                                           |                        |   |                                       |                                       |
|  | Sesi-SP                                           | 3                                           |                        |   |                                       |                                       |
|  | Voléro Zurich                                     | 2                                           |                        |   |                                       |                                       |
|  | Voléro Zurich                                     | 2                                           |                        |   |                                       |                                       |

## Récompenses
- MVP :  Iekaterina Gamova (Dinamo Kazan)
- Meilleure passeuse :  Josefa Fabíola (Molico Osasco)
- Meilleure attaquante :  Iekaterina Gamova (Dinamo Kazan)
- Meilleures centrales :  Thaísa Menezes (Molico Osasco) et  Reguina Moroz (Dinamo Kazan)
- Meilleures réceptionneuses-attaquantes :  Suelle Oliveira (Sesi-SP) et  Kenia Carcaces (Voléro Zurich)
- Meilleure libéro : Iekaterina Oulanova (Dinamo Kazan)

## Classement final
| Rang | Club              | Nation  | Confédération | Prime |
| ---- | ----------------- | ------- | ------------- | ----- |
| 1    | Dinamo Kazan      | Russie  | CEV           |       |
| 2    | Molico Osasco     | Brésil  | CSV           |       |
| 3    | Sesi-SP           | Brésil  | CSV           |       |
| 4    | Voléro Zurich     | Suisse  | CEV           |       |
| 5    | GS Pétroliers     | Algérie | CAVB          |       |
| 5    | Hisamitsu Springs | Japon   | AVC           |       |